# Chiesa di Maria Vergine Assunta (Carrù)
La chiesa di Maria Vergine Assunta è la parrocchiale di Carrù, in provincia di Cuneo e diocesi di Mondovì; fa parte dell'unità pastorale di Carrù.

## Storia
L'originario luogo di culto di Carrù dedicato alla Beata Vergine Maria sorse nel Duecento, in cui furono spostate le funzioni dall'antica chiesa di San Pietro.
Questa struttura venne modificata tra i secoli XVI e XVII; nel Seicento fu condotto un rifacimento su disegno dell'architetto Giovenale Boetto.
All'inizio del XVIII secolo si decise di costruire ex novo una nuova chiesa e il progetto venne affidato a Francesco Gallo. La prima pietra fu posta nel 1703; nel 1708 si portò a termine il campanile, mentre la chiesa venne ultimata nel 1744 e consacrata il 21 settembre 1774.

## Descrizione

### Esterno
La facciata a salienti della chiesa, rivolta a ponente, è suddivisa da una cornice marcapiano in due registri, entrambi scanditi da lesene; quello inferiore, più largo, presenta centralmente il portale d'ingresso e ai lati due nicchie, mentre quello superiore è caratterizzato da una finestra e coronato dal timpano di forma triangolare.
Annesso alla parrocchiale è il campanile a base quadrata, la cui cella presenta su ogni lato una monofora a tutto sesto ed è coronata dal tamburo sorreggente la guglia.

### Interno
L'interno dell'edificio si compone di un'unica navata, sulla quale si affacciano le cappelle laterali introdotte da archi a tutto sesto e le cui pareti sono scandite da lesene sorreggenti la trabeazione sopra cui si imposta la volta; al termine dell'aula si sviluppa il presbiterio, chiuso dall'abside quadrata.
Qui sono conservate diverse opere di pregio, tra le quali le pitture raffiguranti l'Ultima Cena, il Trionfo del nome di Maria e  Storie della Vergine, eseguite dall'artista di corte Milocco, la tela con soggetto lo Sposalizio mistico di Santa Caterina, realizzato nel 1751 da Cristino Martini, la pala ritraente la Madonna del Rosario tra i santi, il cui autore è Bartolomeo Guidobono, e una statua lignea della Beata Vergine Maria.